# Міжнародний музичний конкурс імені Миколи Лисенка
Міжнародний музичний конкурс імені Миколи Лисенка — один з найпрестижніших українських музичних конкурсів у 1962—2012 роках. Конкурс було започатковано 1962 року з нагоди 120-річчя Миколи Лисенка спільними зусиллями композиторів Андрія Штогаренка, Євгена Станковича, Мирослава Скорика, Левка Колодуба; славетної співачки, Єлизавети Чавдар; піаністів — Євгена Ржанова, онуки композитора — Аріадни Лисенко.

## Історія
До 1992 року конкурс проводився як республіканський в різних містах України: Києві, Львові, Харкові, Одесі, Запоріжжі. 1992 року з нагоди 150-ї річниці від Дня Народження композитора, конкурс вперше пройшов як Міжнародний. 1996 року згідно з постановою кабміну було вирішено проводити конкурс «раз на 4-5 років», рішення постанови було втілено в життя чотири рази — конкурс проводився:
- 19 листопада — 6 грудня 1997 р.
- у листопаді — грудні 2002 р.,
- 27 листопада — 8 грудня 2007 р.
- 15–24 листопада 2012 р.

У 2018 Кабінет міністрів прийняв нову постанову, згідно з якою конкурс імені Лисенка було вирішено проводити щороку, проте ця постанова не була виконана.
У конкурсних програмах учасників конкурсу поряд із класичним репертуаром обов'язково виконувались твори М.Лисенка та інших українських композиторів. Серед переможців конкурсів різних років: піаністи — Людмила Марцевич, Етелла Чуприк, Милана Чернявська; скрипалі — Олександр Семчук, Ольга Рівняк та Дмитро Ткаченко; віолончелісти— Володимир Шевель, Сергій Россосі, Юрій Ланюк, Юлія Пантелят, Євген Висоцький, Іван Кучер; співаки— Лідія Забіляста, Людмила Монастирська, Андрій Шкурган, Володимир Гришко, Микола Шопша та іншим.